# Noureddine Lazrek
Noureddine Lazrek est un politicien et médecin marocain, né le 25 avril 1957 à Fès. Il a été plusieurs fois député de la chambre des représentants et est entre 2009 et 2015 maire de la commune urbaine de Salé. Il est également membre du Rassemblement national des indépendants.

## Biographie
Né le 25 avril 1957 à Fès, Lazrek sera d'abord entre 1972 et 1992, président et membre actif de plusieurs associations salétines. À partir de 1992, il devient président du conseil municipal de Bab Lamrissa, un arrondissement située dans la ville de Salé et devient également vice président du conseil préfectoral. 
Entre 1997 et 2002, il devient député de la chambre des représentants et membre du conseil régional puis jusqu'en 2003, il est président de la municipalité de Salé Bab Lamrissa avant que celui-ci ne deviennent un arrondissement dépendant de la ville de Salé dont il sera président également jusqu'en 2007. En 2005, il devient membre du bureau exécutif du parti politique du rassemblement national des indépendants. Il redeviendra député de la chambre des représentants de 2002 à 2007. Lors de la même année en 2007, il devient président de la commission des secteurs sociaux au parlement. Il renouvelle ensuite son mandat de député jusqu'en 2012 alors qu'il devient en 2008, vice président du Parlement.
C'est qu'à partir de 2009 que Noureddine Lazrek devient maire de la commune urbaine de Salé en succédant à Driss Sentissi. Son mandat devrait se terminer jusqu'en 2015.